# 包泰
包泰（匈牙利語：Baté）是匈牙利绍莫吉州所辖的一个村。总面积10.28平方公里，总人口813，人口密度79.1人/平方公里（2011年1月1日）。